# Stetson (cráter)
Stetson es el remanente de un cráter de impacto perteneciente a la cara oculta de la Luna. La parte noreste del borde de Stetson ha sido cubierta por Blackett, un cráter mucho más grande. Atravesando el borde oriental se localiza la pareja formada por los cráteres satélite Stetson E y Stetson G. También se observan cráteres en los bordes sudeste y noroeste.
|  |

Solo una parte del borde permanece relativamente intacta, la comprendida entre el sector oeste-noroeste y el sur en sentido contrario a las agujas del reloj. El brocal y el suelo interior restantes son relativamente indistinguibles, posiblemente debido a los depósitos de materiales eyectados por la cuenca de impacto del Mare Orientale, situado al noreste. Marcas radiales y cráteres secundarios cubren el terreno que rodea a Stetson y Blackett.

## Cráteres satélite

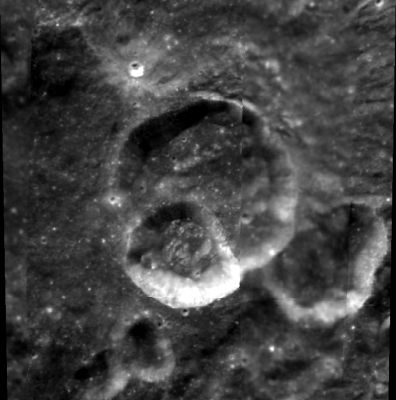
Fotografía de la misión Clementine (1994)

Por convención estos elementos son identificados en los mapas lunares poniendo la letra en el lado del punto medio del cráter que está más cerca de Stetson.
|         | \| Stetson \| Coordenadas \| Diámetro \| \| ------- \| -------------------------------- \| -------- \| \| E \| 39°24′S 117°00′O / -39.4, -117.0 \| 38 km \| \| G \| 39°54′S 117°12′O / -39.9, -117.2 \| 23 km \| \| N \| 43°12′S 120°12′O / -43.2, -120.2 \| 18 km \| \| P \| 41°48′S 119°48′O / -41.8, -119.8 \| 24 km \| |          |
| Stetson | Coordenadas | Diámetro |
| E       | 39°24′S 117°00′O / -39.4, -117.0 | 38 km    |
| G       | 39°54′S 117°12′O / -39.9, -117.2 | 23 km    |
| N       | 43°12′S 120°12′O / -43.2, -120.2 | 18 km    |
| P       | 41°48′S 119°48′O / -41.8, -119.8 | 24 km    |